# MotorLand Aragón
El MotorLand Aragón, conegut també com a Ciudad del Motor de Aragón (el nom de la societat que gestiona el complex) i anomenat popularment circuit d'Alcanyís o circuit d'Aragó, és un circuit de curses situat dins un complex multifuncional dedicat al món del motor que es troba a Alcanyís, a l'Aragó. L'autòdrom pròpiament dit, inaugurat el 2009, té una longitud de 5,344 km i és especialment conegut per ser la seu del Gran Premi d'Aragó de motociclisme.

## Història

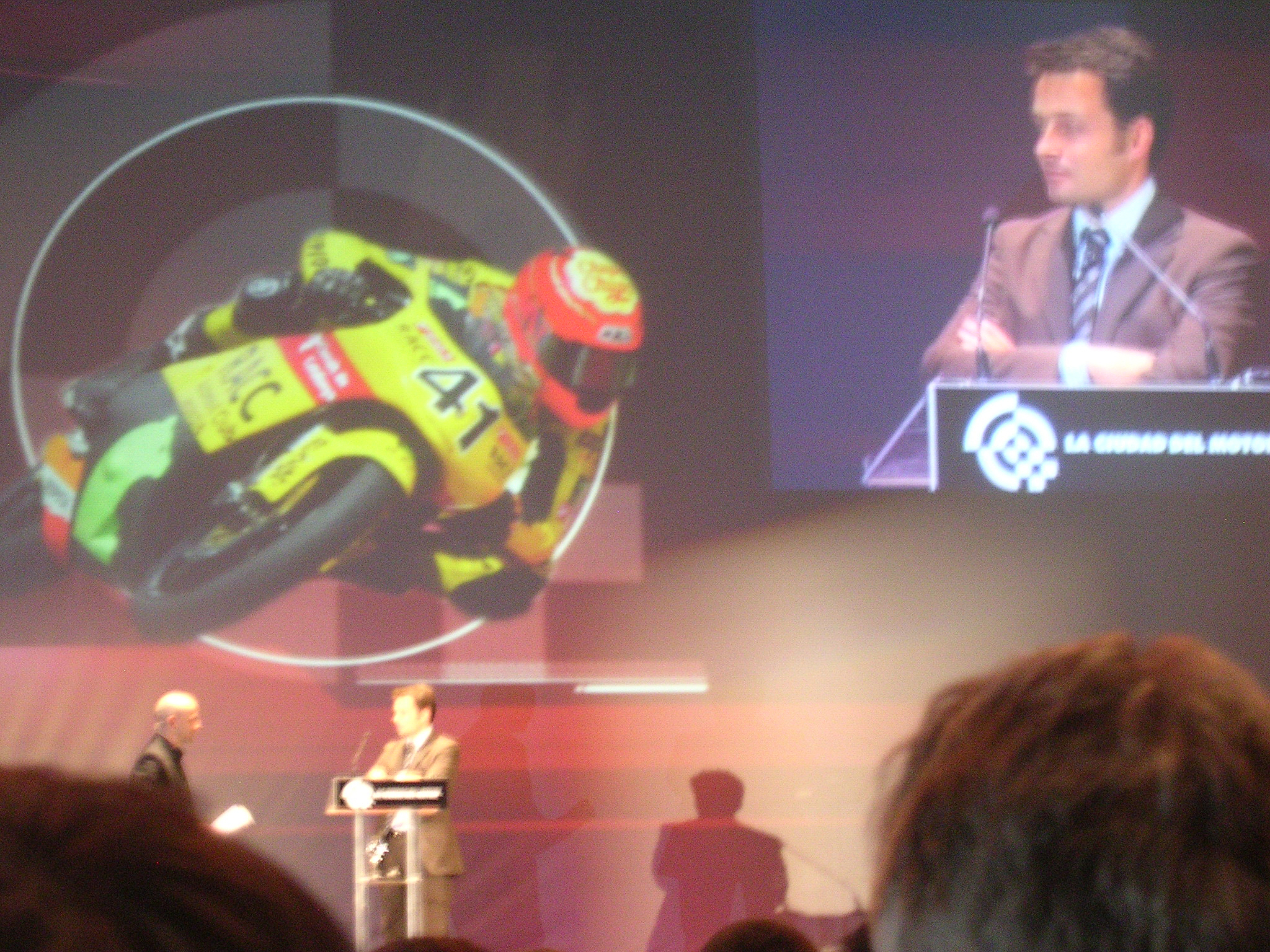
Emili Alzamora a la presentació del projecte a Saragossa el 2006

Alcanyís té una llarga tradició com a seu de curses d'automobilisme, ja que de 1965 a 2003 s'hi va celebrar el Premi Ciutat d'Alcanyís en un circuit urbà anomenat Circuito Guadalope (en referència al riu de la ciutat, el Guadalop). Després d'un accident mortal en aquesta cursa el 1985, van començar les primeres reivindicacions per a aconseguir un circuit permanent a la població. El 2001 es va constituir l'empresa pública "Ciudad del Motor de Aragón", promoguda per la Diputació General d'Aragó, la Diputació Provincial de Terol i l'Ajuntament d'Alcanyís.
El 2006 es van endegar les obres del projecte, el 2007 es va inaugurar el circuit de kàrting i més tard els de terra. El 2008, el projecte es va rebatejar com a "MotorLand Aragón". Finalment, les obres es van completar el 2009 i el 6 de setembre es va inaugurar el circuit de velocitat, que va acollir com a primera prova una cursa del campionat d'Aragó. Aquest circuit va ser dissenyat per l'enginyer alemany Hermann Tilke juntament amb l'empresa d'arquitectura britànica Foster and Partners (fundada per Norman Foster). El pilot de Fórmula 1 Pedro Martínez de la Rosa va ser consultor tècnic i esportiu del projecte.

## Esdeveniments
El primer campionat internacional que va acollir el recinte va ser una prova de les World Series by Renault, el 2009, la qual s'hi va repetir anualment  fins al final d'aquell campionat el 2015. Renault Sport Technologies tenia accés al circuit durant trenta dies l'any per a proves i esdeveniments promocionals. Quan el campionat es va suspendre a finals del 2015 i es va rellançar el 2016 com a Fórmula V8 3.5, el circuit va continuar formant-ne part i es va mantenir al campionat per a la temporada 2017, al final de la qual el campionat es va suspendre també.

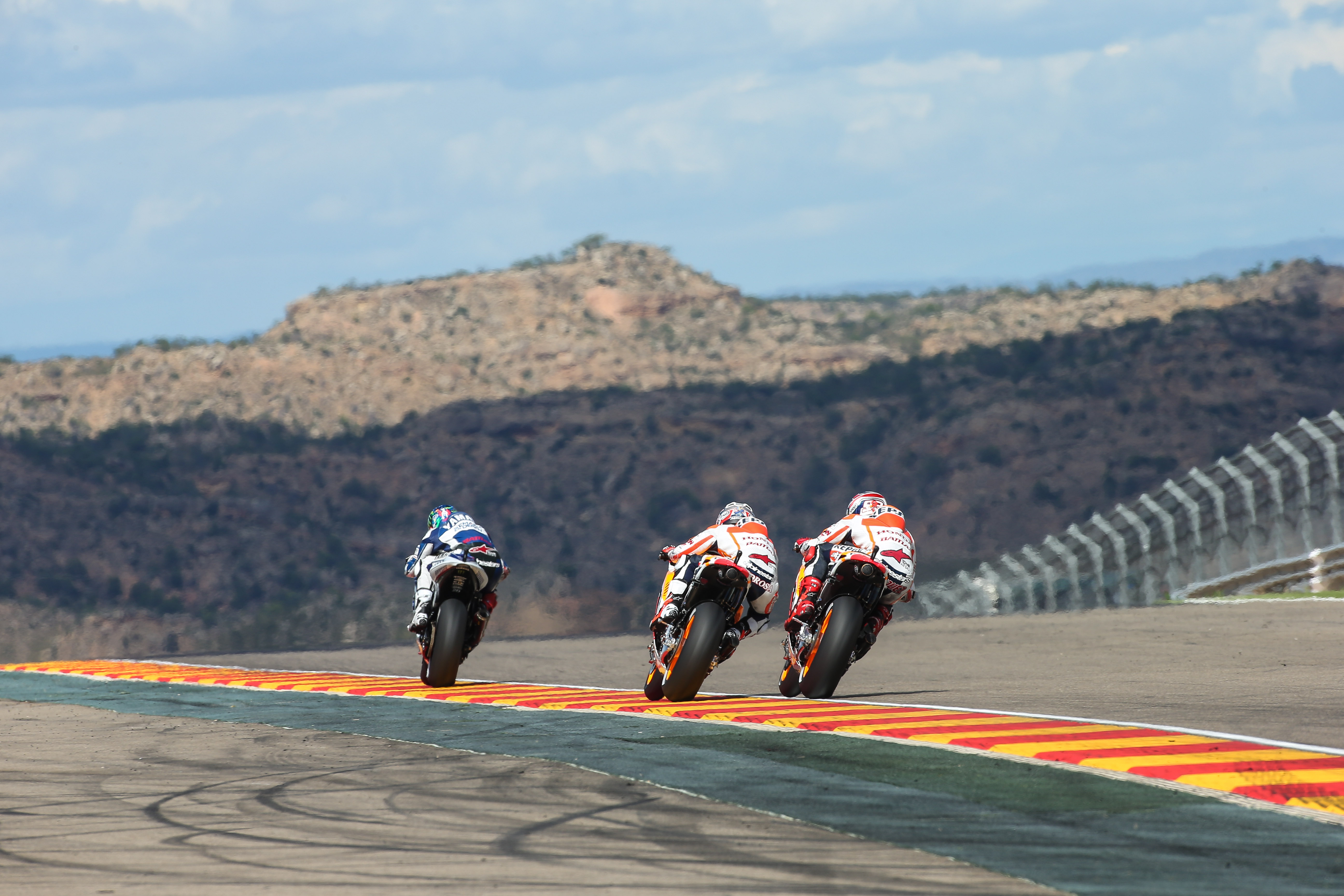
Un moment del GP d'Aragó del 2013

El 18 de març de 2010 es va anunciar el MotorLand Aragón com a substitut del Balatonring al calendari del mundial de motociclisme d'aquell any. Aragó ja constava com a prova de reserva i va substituir la cursa hongaresa, que es va ajornar a causa de les obres de construcció, desbordades. Això va convertir el Gran Premi d'Aragó en la quarta cursa del calendari disputada a l'esta espanyol, al costat del Gran Premi d'Espanya, el Gran Premi de Catalunya i el Gran Premi de la Comunitat Valenciana. El març de 2011 Dorna Sports va signar un contracte amb el circuit per a convertir-lo en una cita fixa al calendari fins al 2016 com a mínim.
El 19 de maig de 2010 es va anunciar que el circuit celebraria una prova del Campionat del Món de Superbike a partir de 2011. Durant la Volta a Espanya de 2012, el circuit es va fer servir com a part de la setena etapa.
Estava previst que el circuit acollís la sisena ronda de la Copa del Món de Turismes del 2020 el 5 de juliol, substituint el Circuit de Zandvoort al calendari. Tanmateix, a causa de la pandèmia de la COVID-19, la cursa es va ajornar. En canvi, el circuit va acollir dues proves de la Copa del Món de Turismes (WTCR), Espanya i Aragó, del 31 d'octubre a l'1 de novembre i del 14 al 15 de novembre respectivament. El circuit continua albergant curses de la WTCR des del 2020.

### Accidents mortals
El 25 de juliol de 2021, durant l'European Talent Cup, Hugo Millán es va morir al MotorLand en un accident a l'edat de 14 anys.

## Característiques

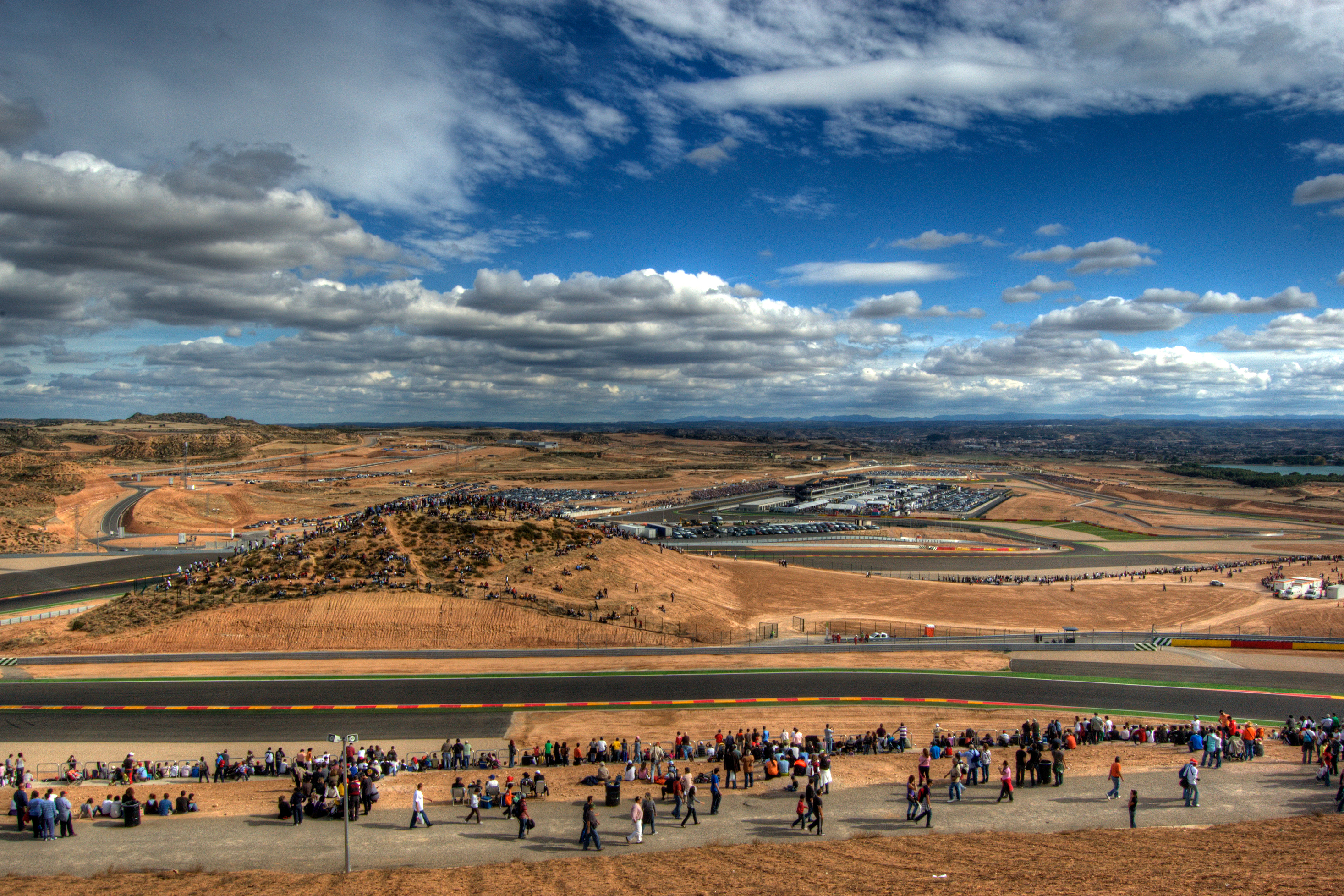
Panoràmica del MotorLand Aragón

El complex del MotorLand es troba a uns 8 km del municipi d'Alcanyís i té una superfície total de 350 ha. L'equipament va ser pensat per a incorporar tres zones principals: un parc tecnològic, una zona esportiva i una àrea de lleure i cultura. El parc tecnològic, anomenat TechnoPark MotorLand, ocupa 21 ha i compta amb instituts de recerca i docència relacionats amb la indústria del motor. S'hi duen a terme tasques d'investigació i desenvolupament sobre mobilitat i seguretat viària. La secció de lleure compta amb un hotel, centre de negocis i instal·lacions comercials.
Per la seva banda, la zona esportiva disposa de sis circuits en total: l'autòdrom, dissenyat per Hermann Tilke, que compta amb dos traçats, un per a curses de motociclisme (el "traçat FIM") i un altre més llarg per a automobilisme ("traçat FIA"), un circuit internacional de kàrting i quatre de terra (autocròs, dirt track, supermotard i motocròs).

### Configuracions del traçat
- Circuit de Gran Premi de la FIA (2009–actualitat)
- Circuit de Gran Premi de la FIM (2009–actualitat)
- Circuit nacional de la FIA (2009–actualitat)
- Circuit nacional de la FIM (2009–actualitat)
- Circuit de kàrting (2009–actualitat)
- Circuit d'autocròs (2009–actualitat)